# David J. Bodycombe
David J. Bodycombe (Darlington, Durham, 1973) é um autor de quebra-cabeças e consultor de jogos inglês. Reside em Londres e suas publicações atingem mais de 2 milhões de pessoas por dia no Reino Unido, publicadas em mais de 300 jornais internacionais. O público britânico o conhece principalmente como autor de colunas sobre quebra-cabeças populares em publicações como Daily Mail, Daily Express, Metro e BBC Focus.
É consultor de vários programas de televisão, incluindo The Crystal Maze, The Krypton Factor, The Mole e Treasure Hunt. Foi o editor das questões 8 primeiras séries do questionário de raciocínio lateral da BBC Four Only Connect. Na BBC Radio 4 apareceu no quiz Puzzle Panel e criou as pistas enigmáticas para X Marks the Spot. Escreveu e editou mais de quarenta livros, incluindo How to Devise a Game Show e The Riddles of the Sphinx – uma história dos modernos quebra-cabeças.

## Principais créditos

### Séries de televisão
- The Crystal Maze (1991–1995) – games devisor
- Sub Zero (1999) – games devisor
- The Mole (2001) – games devisor, UK series 2
- Treasure Hunt (2002–2003) – clue writer
- Mind Games (2003–2004) – puzzle writer
- Starfinder (2003–2004) – games devisor
- Inside Clyde (2004) – games devisor
- Codex (2006–2007) – games designer
- Only Connect (2008–present) – question writer/editor
- The Krypton Factor (2009) – games designer
- Panic Attack (2009) – question writer
- Fifteen to One (2017) – question writer
- Armchair Detectives (2017) – plot producer
- The Family Brain Games (2019) – games devisor

### Séries no YouTube
- Game On (2016) – game producer[2]
- Lateral (2018) – question editor[3]
- The Game Garage (2019) – game producer[4]

### Séries no rádio
- Puzzle Panel (1998–2005) – panellist/contributor
- X Marks the Spot (1998–2006) – clue writer

### Livros
- The Mammoth Book of Brainstorming Puzzles (1996)
- The Mammoth Puzzle Carnival (1997)
- Lateral Puzzles (1998, reprinted in the US as Mind Benders: Adventures in Lateral Thinking)
- Optical Illusions and Picture Puzzles (1998)
- Codes and Ciphers (1999)
- Reader's Digest Compendium of Puzzles and Brain Teasers (2000, consulting contributor)
- How To Devise A Game Show (2003)
- Number Crunchers (2004)
- Visual Vexations (2004)
- SU DOKU for alle (Denmark, 2005)
- SU DOKU for alle 2 (Denmark, 2005)
- SU DOKU Classic (Denmark, 2005)
- SU DOKU Classic, English version (Denmark, 2005)
- SU DOKU Classic 2 (Denmark, 2005)
- Master SU DOKU (Denmark, 2005)
- Sudoku Classic 2006 Calendar (2005)
- Penguin 2006 Sudoku (2005)
- Penguin Holiday Sudoku (2006)
- Master SU DOKU 2 (Denmark, 2006)
- SU DOKU Classic 3 (Denmark, 2006)
- SU DOKU Classic 4 (Denmark, 2006)
- SU DOKU for alle 3 (Denmark, 2006)
- Penguin 2007 Sudoku (2006)
- Hyper Su Doku (Denmark, 2006)
- Sudoku Classic 2007 Calendar (2006)
- The Riddles of the Sphinx (2007)
- SU DOKU Classic 5 (Denmark, 2007)
- SU DOKU for alle 4 (Denmark, 2007)
- SU DOKU Classic 6 (Denmark, 2007)
- Master SU DOKU 3 (Denmark, 2007)
- SU DOKU Classic 7 (Denmark, 2007)
- SU DOKU for alle 5 (Denmark, 2007)
- Penguin 2008 Sudoku (2007)
- SU DOKU Classic 8 (Denmark, 2007)
- Sudoku Classic 2008 Calendar (2007)
- Penguin Pocket Sudoku (2008)
- Penguin 2009 Sudoku (2008)
- Penguin Pocket Sudoku 2 (2008)
- Penguin 2010 Sudoku (2009)
- Penguin Pocket Sudoku 3 (2009)
- Penguin Sudoku Challenge Vol. 1 (2010)